# NGC 2761
NGC 2761 (другие обозначения — MCG 3-23-41, ZWG 91.1, ZWG 90.77, KARA 302, IRAS09047+1838, PGC 25638) — галактика в созвездии Рак.
Этот объект входит в число перечисленных в оригинальной редакции «Нового общего каталога».